# Østrogen
Østrogen (eller østrogener) er en gruppe af steroidhormoner, der fungerer som et kvindeligt kønshormon.
Østrogen findes hos både mænd og kvinder; men i større mængder hos kønsmodne kvinder.
Østrogen er af betydning for udviklingen af sekundære kønskarakteristika hos kvinder, f.eks bryster, og et vigtigt regulerende hormon i menstruationscyklus.
Østrogen produceres i folliklen, som udvikles i æggestokkene.

## Etymologi
Østrus "brunst" ← Latin oestrus "vildskab", "bremse" ← græsk οἶστρος oistros, "bremse", "brise", "stik" eller "skørt indfald".
Det græske ord refererer specielt til den bremse Hera sendte ud for at irritere Io, efter et af Zeus' sidespring.